# Rödfotad trädekorre
Rödfotad trädekorre (Funisciurus pyrropus) är en däggdjursart som först beskrevs av F. Cuvier 1833. Den ingår i släktet Funisciurus och familjen ekorrar. IUCN kategoriserar arten globalt som livskraftig.

## Beskrivning
Pälsen på ryggsidan är mörk och spräcklig i grått till svart samt med en vit till ljusgrå längsstrimma på varje sida. Huvudet nedanför hjässan, nosen samt benen nedanför skuldror respektive höfter är klart rödbruna till mörkt roströda. Buksidan är vit till smutsvit. Nosen är längre än vad som är vanligt för släktet. Kroppslängden är 13,5 till 26,5 cm, ej inräknat den 10 till 20 cm långa svansen. Vikten varierar mellan 160 och 300 g.

## Utbredning
Denna trädekorre förekommer med flera från varandra skilda populationer i västra och centrala Afrika. För närmare beskrivning, se nedan. 

## Underarter
Catalogue of Life samt Wilson & Reeder (2005) skiljer mellan 9 underarter:
- Funisciurus pyrropus pyrropus (F. Cuvier, 1833) Klart färgad. Förekommer från södra Kamerun till bergskedjan Mayumbe i Kongo-Brazzaville.[6]
- Funisciurus pyrropus akka de Winton, 1895 Litet rött i klädedräkten förutom ben och nos, som är dovt röda. Undersidan skiftar i orange. Förekommer i östra Kongo-Brazzaville och Uganda.[6]
- Funisciurus pyrropus leonis Thomas, 1905 Sidor djupt rödbruna. Även andra röda delar av pälsen har samma nyans. Förekommer i Liberia och Sierra Leone.[6]
- Funisciurus pyrropus leucostigma (Temminck, 1853) Sidor nedanför sidostrimman djupt rödbruna. Även andra röda delar av pälsen har samma nyans. Förekommer i södra Ghana.[6]
- Funisciurus pyrropus mandingo Thomas, 1903 Ryggsidan blekt färgad, spräcklig i svart. Ben och öron orange. Förekommer i Gambia.[6]
- Funisciurus pyrropus nigrensis Thomas, 1909 Brunt huvud. Förekommer i Nigeria mellan Cross River och Nigerfloden.[6]
- Funisciurus pyrropus niveatus Thomas, 1923 Den röda färgen har en orangeröd nyans. Förekommer i Elfenbenskusten.[6]
- Funisciurus pyrropus pembertoni Thomas, 1904 Gråaktig med röda ben. Förekommer i norra Angola.[6]
- Funisciurus pyrropus talboti Thomas, 1909 Pälsen på höfterna är färgad i en blandning av orange och grönbrunt. Förekommer på Kamerunberget och i sydöstra Nigeria.[6]

## Ekologi
Habitatet utgörs främst av tropiska regnskogar i låglandet. Arten förekommer även på savanner, buskskogar, skogsbryn och -gläntor samt jordbruksmark. Som högst kan den nå upp till 1 650 meter över havet. Individerna är dagaktiva och huvudsakligen trädlevande, i synnerhet i palmer, även om de också har iakttagits under födosök på marken. Arten är allätare, med tonvikt på växtföra, framför allt frukt. Bland icke-animalisk föda förekommer även kåda och svamp. Den animaiska födan utgörs framför allt av myror och termiter. Man antar att arten har nytta av sin smala nos när den söker efter insekter i smala utrymmen.
Boet byggs på eller under marken, gärna i termitbon. Arten kan även nyttja övergivna bon av andra djur.